# Kai Taylor
Kai Taylor, född 18 augusti 2003, är en australisk simmare.

## Karriär
Kai Taylor har vid VM på långbana tagit två guld, ett silver och två brons. Samtliga medaljer har kommit på lagkapp. Vid OS 2024 ingick han i det australiska laget som tog silver på 4 x 100 meter frisim och brons på 4 x 200 meter frisim.